# Pitkäjärvi (sjö i Kides, Norra Karelen)
Pitkäjärvi är en sjö i kommunen Kides i landskapet Norra Karelen i Finland. Arean är 32 hektar och strandlinjen är 2,9 kilometer lång.  Den  ingår i Tohmajokis huvudavrinningsområde.  Sjön ligger omkring 66 kilometer söder om Joensuu och omkring 350 kilometer nordöst om Helsingfors. 
I sjön finns ön Eevansaari. 